# YURIE
YURIE（ゆりえ、本名は深澤友梨恵、1989年3月8日 - ）は、日本の歌手(ジャズシンガー)。兵庫県神戸市出身。血液型A型。両親は日本人、妹はTP-SATELLITE所属のモデルNAOMI。

## 人物
- 東京を中心に関西・札幌など年間200本以上のライブを行っている。
- ダンスパフォーマンス集団「迫(はく)」のよさこいパフォーマンスとのコラボレーションなども行っている。[1]

- 自他共に認める無類のディズニーファンである。高校時代の頃からディズニーのキャストとして働く事を夢見ており、ディズニーの経営本を読みあさっては憧れを抱いていた。大学在学中より東京ディズニーランドのキャストとして働き始める。
- 好きな色は紫。
- 好きな動物はフクロウ。
- 好きな映画はHairspray。
- 身長はおおかた158.5cm。

## 来歴
。

### 誕生～大学
- 3歳〜12年間クラシックピアノのレッスンを受ける。
- 幼稚園：5歳の時、阪神・淡路大震災(兵庫県南部地震)に被災し、神戸から姫路へ転居。
- 小学生：5年生の時、関西を中心に活動していた越智順子のライブに足を運びJazzに出会って衝撃を受け、以後、母親とジャズクラブに通うようになる。
- 中学生：合唱部でパートリーダーを務め、三年連続全国大会出場した。
- 高校生：生徒会長を務める。部活はバトントワリング部で他部活動にチアリーディング等で応援していた。
- 大学生：埼玉大学経済学部在学中はジャズ研に所属。
- 2007年：しげのゆうこに歌唱・音楽理論・ピアノ・作曲などを師事。

### デビュー
- 2009年
  - 活動開始。
- 2010年
  - 東京都内進出。
- 2011年
  - STB139でのジャズイベントに初出演後、ジャズワールド誌の主催するジャズボーカルコンテスト新人賞にノミネート。[1]
- 2012年
  - さいたま新都心ジャズボーカルコンテスト（さいたまスーパーアリーナ）ファイナリストとして決勝進出。
  - 東京ジャズボーカリストギャザリング出演[5]。
  - 東京ジャズマラソン21出演[6]。
  - 9月26日発売のGrace Notes RecordsのオムニバスCD『Jazz Vocal Showcase Vol2』に参加、それに伴いレコ発ライブでSTB139やモーションブルーヨコハマに出演。
  - ポニーキャニオンアーティスツ主催（サリナジョーンズ審査員長）ボーカルオーディションにて400組以上の応募の中から最終10名に選出される。
  - 浅草ジャズコンテスト審査員特別賞 受賞。
- 2013年
  - 6月・12月にリーダーライブを神田TokyoTUCにて行う。
  - さいたま新都心ジャズボーカルコンテスト入賞。[2]
- 2014年
  - social jazz sessionコンペにて優秀賞受賞。
  - リー・リトナー、クリスタル・ケイと共演したブルーノート東京でのライブがユーストリームにて全国放送される。[1]
- 2015年
  - 11月16日YouTubeにてオリジナルチャンネルを配信開始。iTunesチャートランキング上位の旬な作品を取り上げ様々なミュージシャンとコラボ。コラボ相手を変えながらアコースティックカバーでコラボレーション。
  - 本年度ジャズボーカル新人賞を受賞。
- 2016年
  - 1月〜渋谷クロスFMのJazz番組cross over waveにてパーソナリティをつとめている。
  - house・EDMなどを扱うDJとして、渋谷 Sound Museum VisionやWOMBで出演活動を開始。

## クラウドファンディング
- 2017年
  - 2/14(火) 本人第二弾となるオリジナルアルバム作成プロジェクト始動！muevoクラウドファンディングによる「YURIEのNewアルバムCDリリースプロジェクト」開始。3/31(金)迄の46日でCD制作にかかる費用をCD購入前予約、ライブへの招待、出張ライブの予約等のプランに先行投資してもらい、その参加者の思いが¥1,500,000ーに達するとリターン出来るというもの。
  - 3/27(月) その思いが成就し締め日4日前、クラウドファンディング目標達成。
  - 3/31(金) クラウドファンディング終了。目標達成100％から締め切りまでの4日で132%にまで到達し終了。
  - 4/1 (土) オリジナル2ndアルバムリリースに向け始動し始める。
  - 9/20(水) 本人による作詞作曲オリジナルPOPSや昭和歌謡カバーも数曲収録されるオリジナル2nd album（ゆりえのうた）がリリースされた。[2]

## ディスコグラフィ
- 2015年11月29日 (その日 くるまで)(ヨコガオ)2曲を含むColorful Drop 2 ~Edge of Autumn~が発売・配信。『ヨコガオ』は本人による作詞作曲。
- 2016年7月31日 (いつか)(東京)2曲を含むColorful Drop 3 ~Brilliant Summer~が発売・配信。
- 2017年2月19日 (Cosmos)(To Be Me)2曲を含む Colorful Drop 4 ~Crystal Winter~が発売・配信。

アルバム
- 2015年10月21日 1stアルバム『#JAM_IN_WONDERLAND]』 ユニバーサルミュージック [8]
- 2017年9月20日 2nd album（ゆりえのうた）[2]
- 2017年11月15日 3rd『#Jam_In_Wonderland_2』[2]

## ライヴを開催した会場
|      | 会場                   | 県名   | 地名     |
| ---- | ---------------------- | ------ | -------- |
| あ行 | JAZZ あ・うん          | 東京   | 新宿     |
| あ行 | AGEHAS                 | 東京   | 赤坂     |
| あ行 | ACOUSTIC HOUSE JAM     | 埼玉   | 大宮     |
| あ行 | 阿佐ヶ谷MIX            | 東京   | 阿佐ヶ谷 |
| あ行 | AsianCafe              | 東京   | 目黒     |
| あ行 | Attic                  | 東京   | 蓮根     |
| あ行 | After Hours            | 東京   | 高円寺   |
| あ行 | Ami's Bar              | 東京   | 銀座     |
| あ行 | アルシエロ             | 東京   | 蓮根     |
| あ行 | ALDEN                  | 東京   | 経堂     |
| あ行 | Piano Bar IZUMI        | 東京   | 六本木   |
| あ行 | INTO THE BLUE          | 東京   | 町田     |
| あ行 | ukyo                   | 神奈川 | 新丸子   |
| あ行 | eitghy one CLUB        | 千葉   |          |
| あ行 | 大泉学園ゆめりあホール | 東京   | 練馬     |
| あ行 | 大久保水族館           | 東京   | 新大久保 |
| あ行 | ORB                    | 東京   | 神泉     |
| あ行 | Obsounds               | 東京   | 三軒茶屋 |
| あ行 | All of Me Club         | 東京   | 六本木   |
| あ行 | Old Fashioned          | 東京   | 練馬     |
| あ行 | 俺のイタリアン東京     | 東京   | 銀座     |
| あ行 | 俺のイタリアンJAZZ     | 東京   | 銀座     |
| あ行 | 俺のフレンチ横浜       | 神奈川 | 横浜     |

|      | 会場               | 県名 | 地名     |
| ---- | ------------------ | ---- | -------- |
| か行 | CUSTER             | 東京 | 湯島     |
| か行 | カデンツァーレ     | 東京 | 西麻布   |
| か行 | カナユニ           | 東京 | 元赤坂   |
| か行 | KITTE              | 東京 | 丸の内   |
| か行 | GINZA Lounge ZERO  | 東京 | 銀座     |
| か行 | 姫路キャスパホール | 兵庫 | 姫路     |
| か行 | 原宿クエストホール | 東京 | 原宿     |
| か行 | Wine Bar Climat    | 東京 | 六本木   |
| か行 | club t             | 東京 | 六本木   |
| か行 | Crazy Love         | 東京 | 世田谷   |
| か行 | Great blue         | 兵庫 | 神戸     |
| か行 | CREOLE             | 兵庫 | 神戸     |
| か行 | グラバー邸         | 大阪 | 谷町     |
| か行 | Jazz Club KEI      | 東京 | 赤坂     |
| か行 | Gate One           | 東京 | 高田馬場 |
| か行 | 神戸洋酒倶楽部     | 愛媛 | 今治     |
| か行 | 珈琲美学           | 東京 | 目黒     |
| か行 | コティ             | 徳島 | 徳島     |
| か行 | コントレイル銀座   | 東京 | 銀座     |

|      | 会場                     | 県名   | 地名     |
| ---- | ------------------------ | ------ | -------- |
| さ行 | さいたまスーパーアリーナ | 埼玉   | さいたま |
| さ行 | Sgt．Pepper              | 東京   | 経堂     |
| さ行 | Sako's Bar               | 埼玉   | 大宮     |
| さ行 | SATIN DOLL               | 東京   | 六本木   |
| さ行 | G's bar                  | 東京   | 赤坂     |
| さ行 | SHIBAURA HOUSE           | 東京   | 芝浦     |
| さ行 | JAZZ・ON TOP ACT III     | 大阪   | 梅田     |
| さ行 | Jazz Spot J              | 東京   | 新宿     |
| さ行 | Jazz Bird                | 東京   | 表参道   |
| さ行 | Cafe' Jazzmal            | 埼玉   | 南与野   |
| さ行 | cafe&bar JAYA            | 福岡   | 香椎     |
| さ行 | 13 BASE                  | 大阪   | 十三     |
| さ行 | JZ Brat                  | 東京   | 渋谷     |
| さ行 | JESSE JAMES              | 東京   | 立川     |
| さ行 | ZIMAGINE                 | 東京   | 外苑前   |
| さ行 | GEORGE ADAMS             | 兵庫   | 姫路     |
| さ行 | STB139                   | 東京   | 六本木   |
| さ行 | Jazz Spot Swing          | 名古屋 | 新栄     |
| さ行 | SO NICE                  | 香川   | 高松     |

|      | 会場                 | 県名   | 地名   |
| ---- | -------------------- | ------ | ------ |
| た行 | Bistro TOUT          | 東京   | 八丁堀 |
| た行 | チャーリーズ・クラブ | 東京   | 六本木 |
| た行 | Charlie's Bar        | 神奈川 | 新横浜 |
| た行 | 月夜の仔猫           | 東京   | 銀座   |
| た行 | TOKYO FM HALL        | 東京   | 麹町   |
| た行 | 東京倶楽部           | 東京   | 目黒   |
| た行 | Tokyo TUC            | 東京   | 岩本町 |
| た行 | R's TRIBECA          | 神奈川 | 横浜   |

|      | 会場       | 県名 | 地名   |
| ---- | ---------- | ---- | ------ |
| な行 | NARU       | 東京 | 代々木 |
| な行 | 新島会館   | 京都 |        |
| な行 | にんげん亭 | 埼玉 | 南与野 |
| な行 | nuages     | 兵庫 | 姫路   |
| な行 |            |      |        |

|      | 会場                    | 県名   | 地名   |
| ---- | ----------------------- | ------ | ------ |
| は行 | HUGGY BEAR'S            | 東京   | 世田谷 |
| は行 | バッキー                | 東京   | 渋谷   |
| は行 | BIRDLAND                | 東京   | 六本木 |
| は行 | HARD ROCK CAFE TOKYO    | 東京   | 六本木 |
| は行 | Bar Bar Bar             | 神奈川 | 横浜   |
| は行 | BATICA                  | 東京   | 恵比寿 |
| は行 | 八郎小屋                | 岡山   | 英田郡 |
| は行 | HUB                     | 東京   | 浅草   |
| は行 | The BAR BARBRA          | 東京   | 銀座   |
| は行 | 八芳園                  | 東京   | 白金台 |
| は行 | ピギャール              | 東京   | 六本木 |
| は行 | V2 TOKYO                | 東京   | 六本木 |
| は行 | Boozy Muse              | 東京   | 大久保 |
| は行 | Butcher                 | 東京   | 八王子 |
| は行 | ♭                       | 東京   | 下北沢 |
| は行 | BLUES ALLEY JAPAN       | 東京   | 目黒   |
| は行 | Blue Note TOKYO         | 東京   | 南青山 |
| は行 | BLUE HEAT               | 東京   | 四谷   |
| は行 | BLUE MOOD               | 東京   | 築地   |
| は行 | 文化シヤッター BXホール | 東京   | 文京   |
| は行 | Live House POCHI        | 兵庫   | 明石   |

|      | 会場               | 県名   | 地名     |
| ---- | ------------------ | ------ | -------- |
| ま行 | JAZZ BAR MARS      | 東京   | 浅草     |
| ま行 | Mardi Gras         | 東京   | 自由が丘 |
| ま行 | Mister Kelly's     | 大阪   |          |
| ま行 | studio & cafe Make | 大阪   |          |
| ま行 | Motion Blue        | 神奈川 | 横浜     |
| ま行 | MONTGOMERY LAND    | 東京   | 池袋     |

|      | 会場 | 県名 | 地名 |
| ---- | ---- | ---- | ---- |
| や行 |      |      |      |

|      | 会場              | 県名   | 地名     |
| ---- | ----------------- | ------ | -------- |
| ら行 | BAR LIALEH        | 東京   | 二子玉川 |
| ら行 | GINZA Lounge ZERO | 東京   | 銀座     |
| ら行 | 楽や              | 東京   | 高円寺   |
| ら行 | La.donna          | 東京   | 原宿     |
| ら行 | River Side        | 福岡   | 中州     |
| ら行 | Luz               | 埼玉   | 南越谷   |
| ら行 | Lulu's Kitchen    | 東京   | 経堂     |
| ら行 | LazyBird          | 北海道 | 札幌     |
| ら行 | ROYAL HORSE       | 大阪   | 梅田     |

|      | 会場     | 県名 | 地名 |
| ---- | -------- | ---- | ---- |
| わ行 | Y's Cafe | 愛媛 | 松山 |